# Бальфугона-да-Ріукорб
Бальфугона-да-Ріукорб (Catalan pronunciation: [ˌbaʎfuˈɣonə ðə riwˈkɔɾp]) — муніципалітет і село в комарці Конка-де-Барбера в центральній Каталонії, Іспанія. Воно розташоване на хребті Комалац на півночі комарки, де Кап де Кан на висоті 759 метрів. Село Бальфугона розташоване на південному березі річки Корб.
Воно відоме лікувальною мінеральною водою, яка тече з місцевого джерела, а також священиком і поетом епохи бароко Франсеском Вісентом Гарсіа (1579-1623), «El Rector de Vallfogona». Гарсія писав переважно сатиричні вірші та був знайомий із відомими авторами того часу, такими як Лопе де Вега. Він наказав побудувати каплицю Санта-Барбара в 1617 році.

## Історія

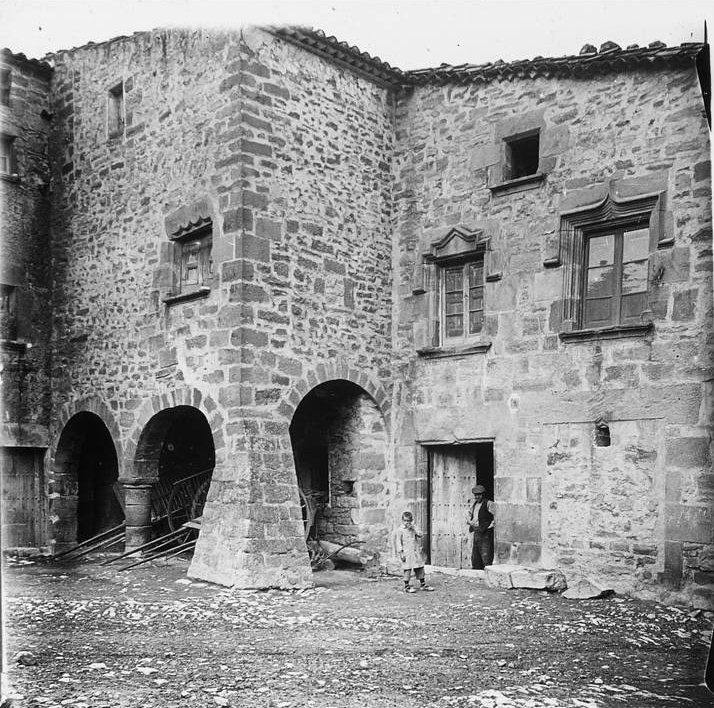
Бальфугона в 1916 році

Перша історична згадка про Бальфугону свідчить про заснування парафії в 1123 році після її відвоювання у маврів, які називали її Валь д'Альфес. Місто було леном знатного дому графів Керальтів. До 1150 року місцевий лорд Гомбау д'Олуха зайняв територію Бальфугони та знову заселив цю територію християнами-каталонцями. Він запланував місто, побудувавши невеликий замок і розпочавши будівництво міської романської церкви, обидва з яких стоять досі. Після своєї смерті в 1191 році Гомбау поступився Бальфугоною тамплієрам. Коли Храм був придушений у 1312 році, Бальфугона потрапила під контроль лицарів-госпітальєрів. У 1416 році госпітальєри реконструювали значну частину церкви та замку.
Перший туристичний заклад Бальфугони, Фонда Долорес, відкрився в 1870 році для обслуговування відвідувачів джерела та його лікувальних вод.
Під час громадянської війни в Іспанії (1936–1939 рр.) готелі курорту слугували госпіталем для поранених республіканських солдатів. Близько 100 загиблих поховано у братській могилі на кладовищі. Троє чоловіків, усі консерватори, були застрелені лівими силами на початку конфлікту. Одинадцять солдатів з Бальфугони загинули в боях, усі на боці республіканців. Франкісти-переможці не стратили жодного вальфогоніна, але принаймні п'ятьох із них було ув'язнено, а декільком довелося втекти до Франції. Бальфугона втратила майже 20% свого населення.

## Економіка
Бальфугона економічно залежить від сільського господарства та туризму. Він є частиною офіційно визнаного виноробного регіону Костер-дель-Сегре; інші культури — оливки, мигдаль, пшениця та ячмінь. Для використання вод джерела та залучення відвідувачів на початку 20 століття був побудований санаторно-готельний комплекс. Сьогодні у Бальфугоні два готелі та ресторан. Крім того, тут є привабливий громадський бар біля басейну, відкритий протягом літніх місяців, популярний серед місцевих жителів. Ліси на південь і південний схід від Бальфугони переважно соснові та дубові.

## Транспорт
Село пов'язане з Гімерою та Санта-Колома-де-Керальт дорогою L-241/T-241/T-224. Він обслуговується двічі на день автобусним сполученням між Барселоною та Гімерою та щоденним сполученням між Бальфугоною та Таррагою. Траса з'єднує Вальфогону з натуристським селом Ель-Фоноль.